# گیاه خردل
گیاه‌های خردل گونه‌های مختلفی هستند در دو نوع اصلی براسیکا و سیناپیس قرار دارند. دانه‌های خردل این گیاه‌های خردل به عنوان ادویه استفاده می‌شود. همچنین از ترکیب این دانه‌ها با آب و سرکه و مواد دیگر سس یا چاشنی خردل حاصل می‌شود.

## نگارخانه

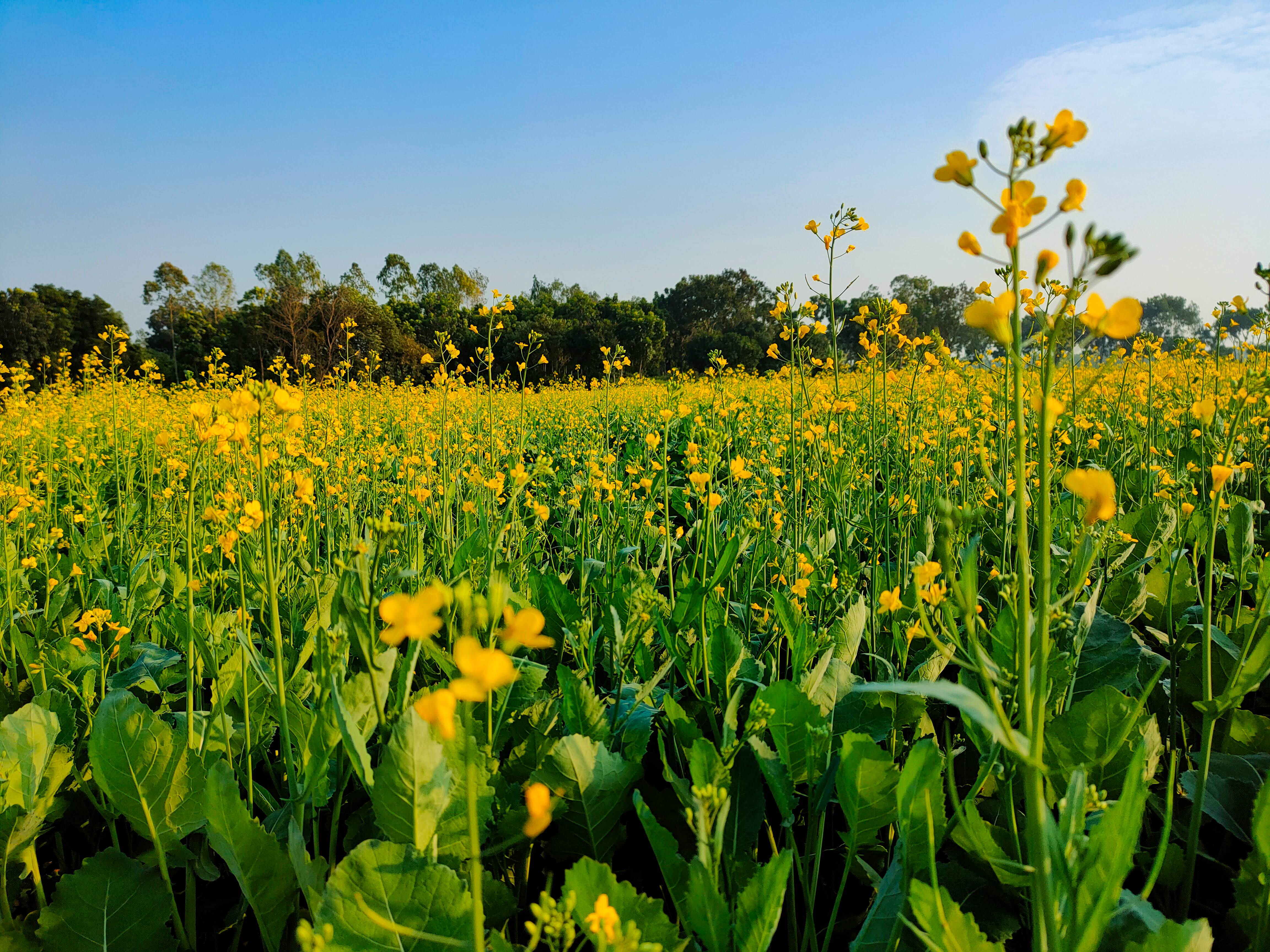
Mustard Field
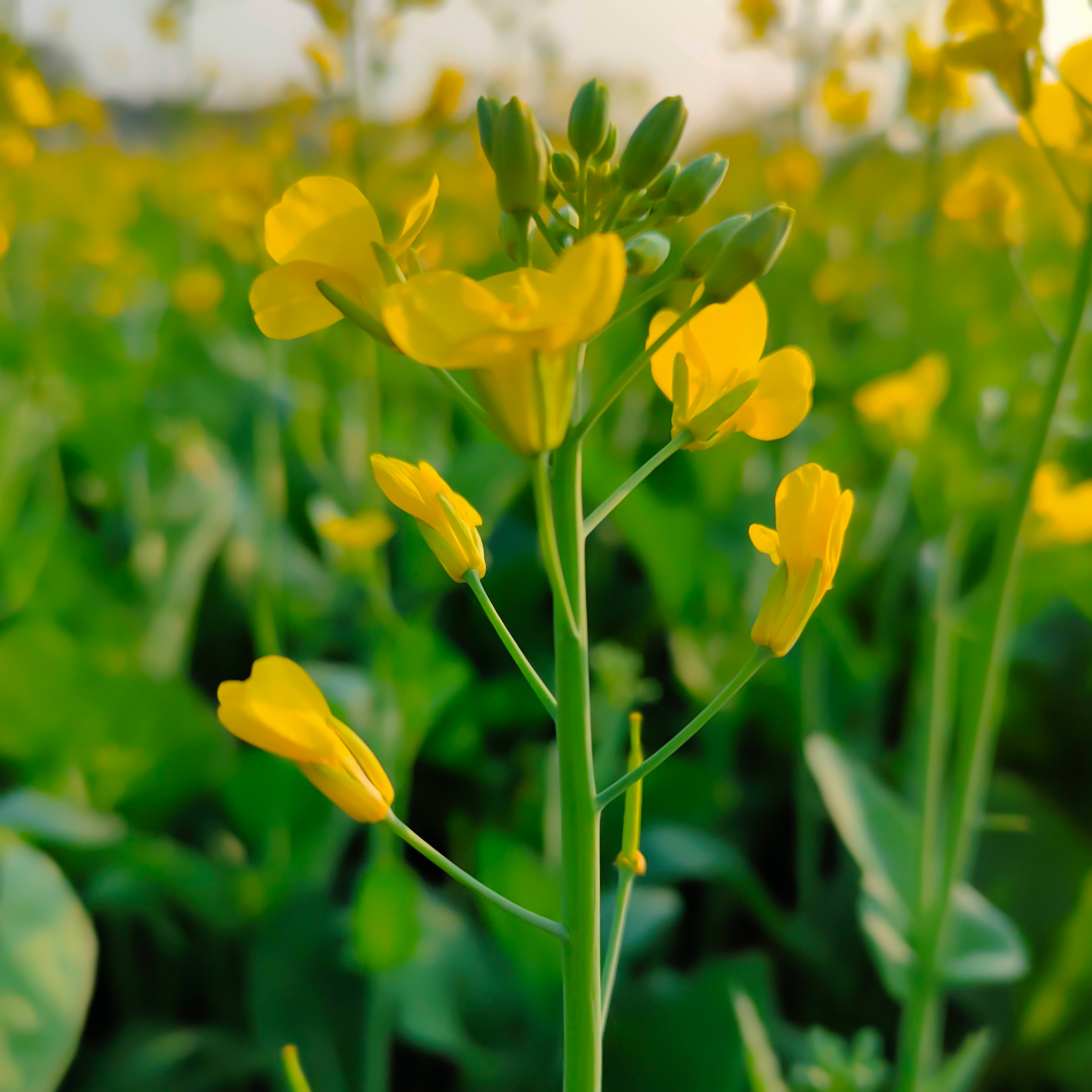
Mustard plant flower
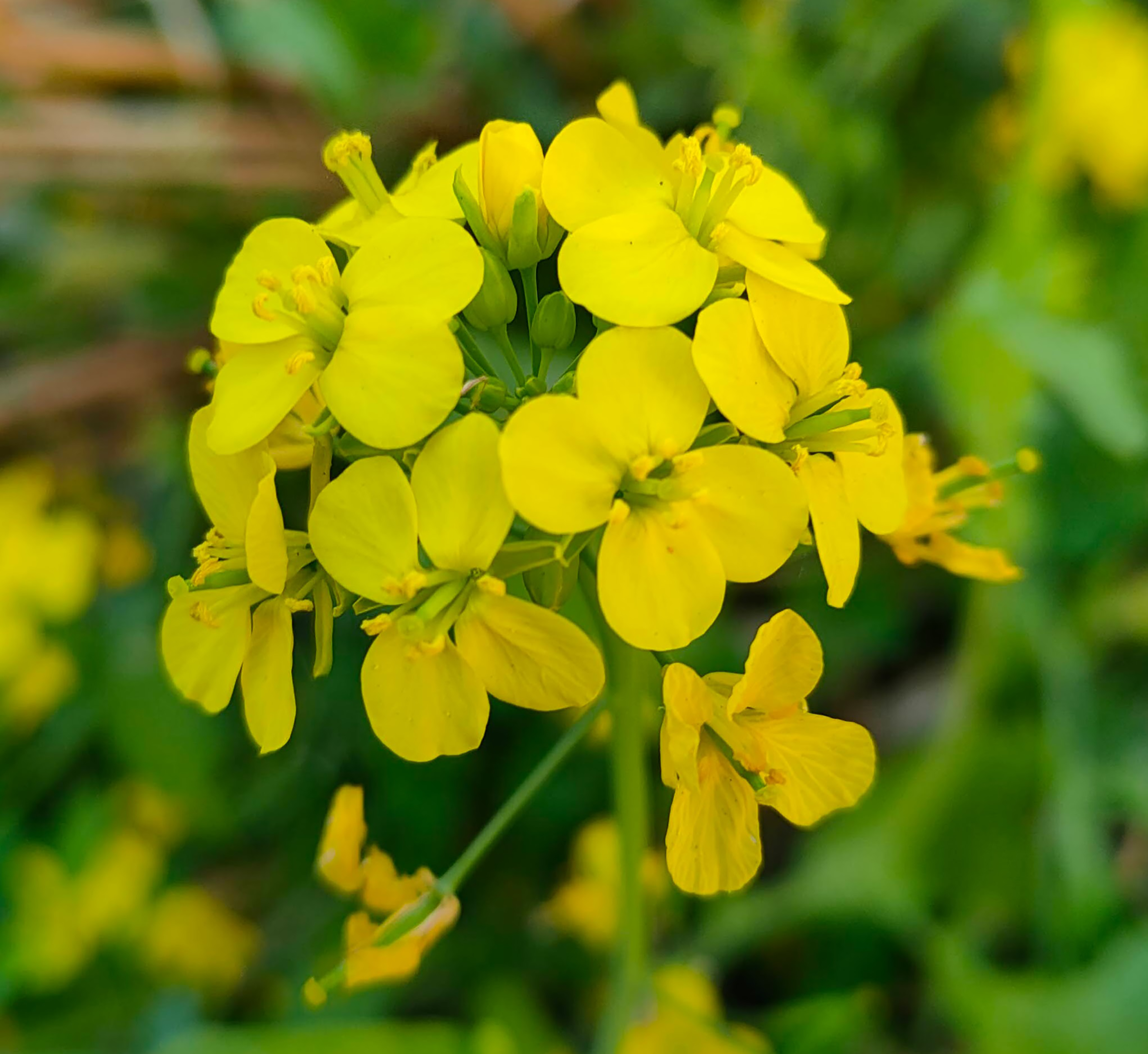
Mustard flower Closeup
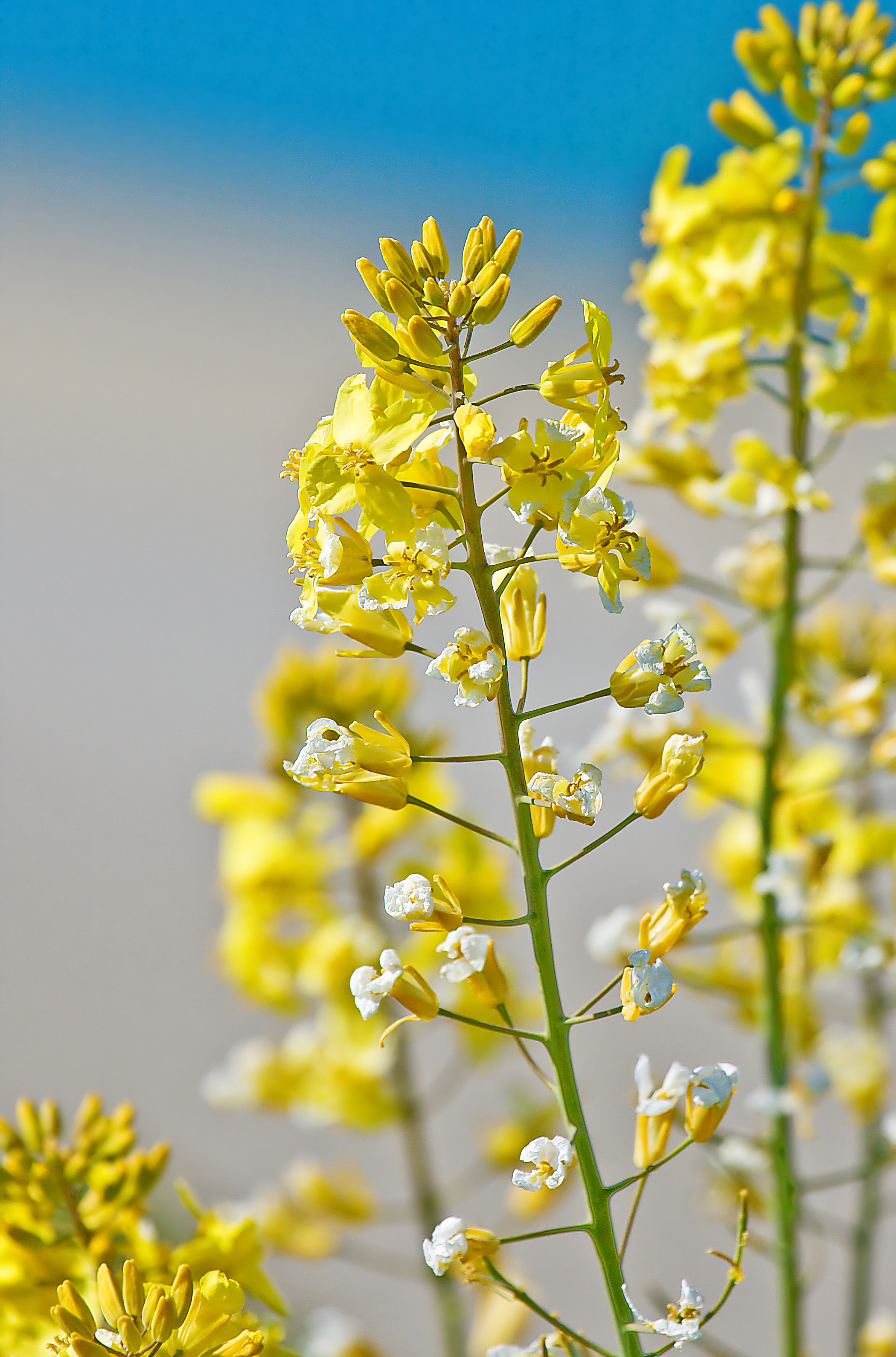
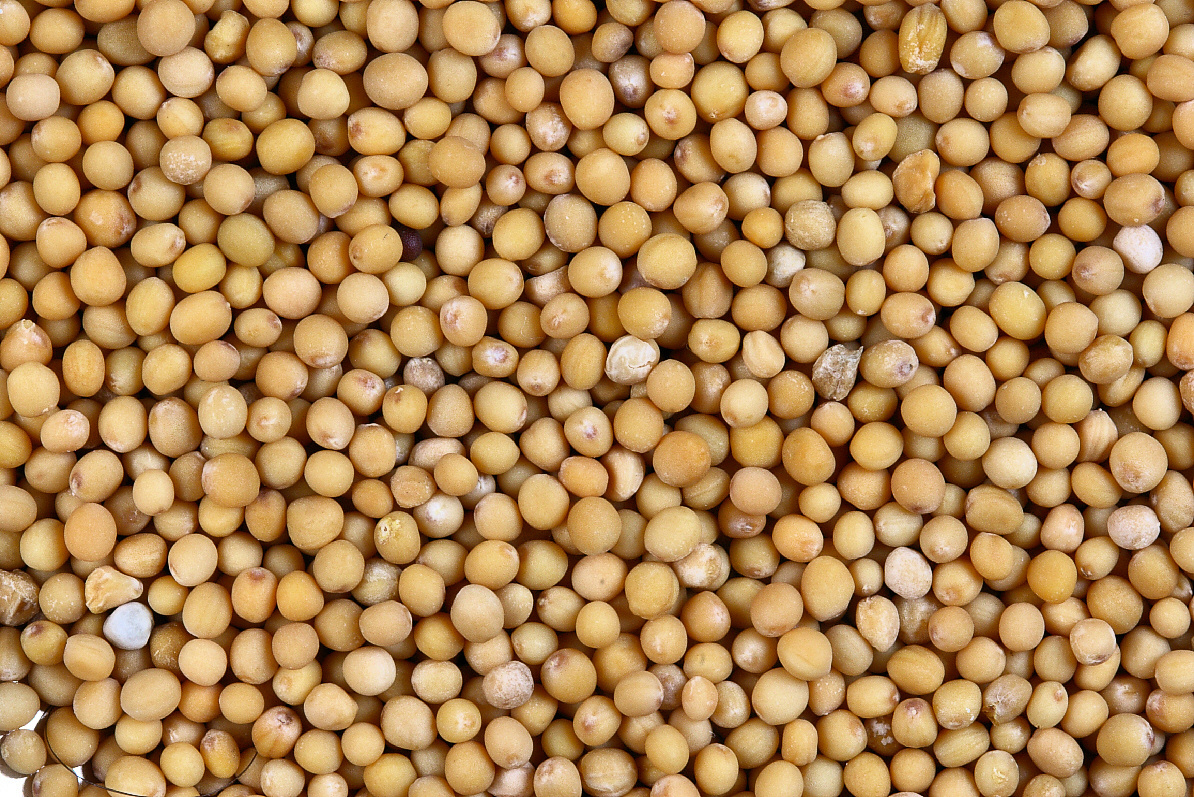
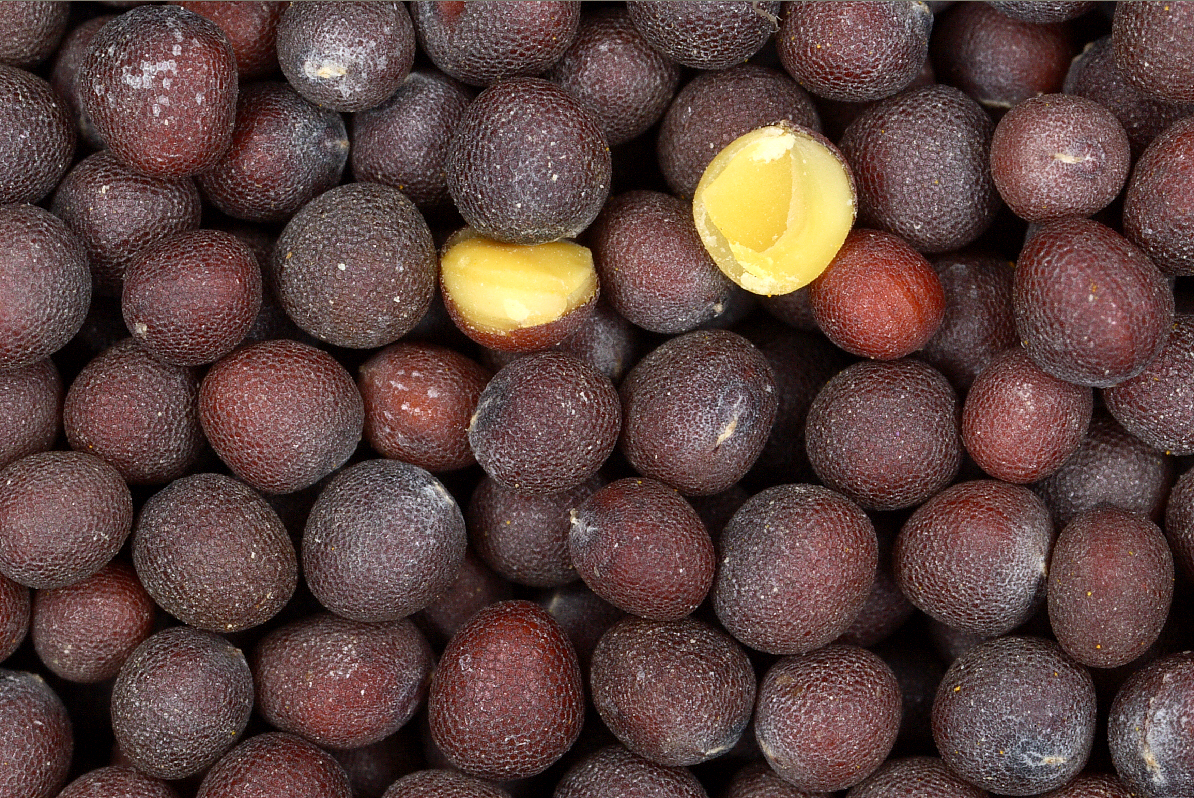